# Gudeokstadion
Het Gudeokstadion (Koreaans: 부산 구덕 운동장; Hanja: 釜山九德運動場) is een multifunctioneel stadion in Busan, een stad in Zuid-Korea.
Het stadion wordt vooral gebruikt voor voetbalwedstrijden, de voetbalclub Busan Ipark maakt gebruik van dit stadion. Dit was ook een van de stadions die gebruikt werd voor Voetbal op de Olympische Zomerspelen 1988. Er werden acht wedstrijden gespeeld, waaronder de halve finale. In het stadion is plaats voor 24.363 toeschouwers. Het stadion werd geopend in 1928.